# Il avait les mots
Singles de Sheryfa Luna
Quelque part
(2007) D'ici et d'ailleurs
(2008)
Il avait les mots est une chanson de RnB interprétée par Sheryfa Luna, écrite par Dave Siluvangi et Singuila, et composée par Singuila et Trak Invaders. C'est le second single extrait de l'album qui porte son nom, Sheryfa Luna. Le single est sorti le 21 janvier 2008. Après 8 semaines d'exploitation passées à la première place des ventes de singles français, les ventes cumulées s'élèvent à 86 855 exemplaires.
La chanson raconte, selon Sheryfa Luna, l'« histoire d'une jeune femme qui sort avec un homme plus âgé, et qui se rend compte que cet homme est marié et qu'il a des enfants ».
D'ailleurs Singuila lui-même a enregistré une mélodie similaire intitulée  "Je Cherchais les Mots" où le personnage masculin se justifie.

## Clip vidéo
Le clip a été produit par Núfilms, réalisé par Ivan Grbović, et tourné à Montréal au Canada au mois de novembre 2007. La vidéo illustre les paroles de la chanson. Il commença à être diffusé vers la mi-décembre 2007.

## Liste des pistes
- CD single

1. Il avait les mots – 3:47
2. Il avait les mots (Instrumental) – 3:59
3. Il avait les mots (Remix) (featuring Léa Castel) – 3:47

## Classement hebdomadaire
| Classement (2008)                       | Meilleure position |
| --------------------------------------- | ------------------ |
| Belgique (Wallonie Ultratop 50 Singles) | 5                  |
| France (SNEP)                           | 1                  |
| Suisse (Schweizer Hitparade)            | 35                 |